# سيف يوسف
سيف يوسف (مواليد 10 يناير 1989، لاعب كرة قدم إماراتي يجيد اللعب حارس مرمى .

## نادي شباب الأهلي دبي
كان يلعب مع النادي الأهلي وبعد دمج أندية الأهلي و نادي الشباب ونادي دبي تحت مسمى نادي شباب الأهلي تم ضمه إلى نادي شباب الأهلي .

## روابط خارجية
- سيف يوسف على موقع Soccerway.com (الإنجليزية)